# Miguel Ruiz (rugbista)
Miguel Ángel Ruiz (Mendoza, 10 de enero de 1975) es un ex–jugador argentino de rugby que se desempeñaba como octavo. Fue internacional con los Pumas de 1997 a 2002.

## Carrera
Debutó en Teqüe Rugby Club con 18 años en 1993, fue capitán hasta su retiro y es el único Puma que dio su equipo.
En 1999 fue contratado por el Rugby Parma pero su carrera profesional se vio interrumpida por un tumor cerebral.

## Selección nacional
Ruiz representó a los Pumitas y participó con ellos del Mundial M19 de Francia 1994.
El neozelandés Alex Wyllie lo convocó a los Pumas para enfrentar a los All Blacks en junio de 1997 y disputó su último partido contra los Cóndores en mayo de 2002.
Perdió su lugar en la selección con Pablo Bouza y luego ambos con las llegadas de Juan Fernández Lobbe y Juan Leguizamón. En total jugó 24 partidos y marcó dos tries (10 puntos).

### Participaciones en Copas del Mundo
Participó del histórico mundial de Gales 1999 donde fue suplente de Gonzalo Longo y los argentinos accedieron a la fase final del torneo por primera vez.
| Mundial                       | Sede  | Resultado        | PJ | Tries |
| ----------------------------- | ----- | ---------------- | -- | ----- |
| Copa Mundial de Rugby de 1999 | Gales | Cuartos de final | 3  | 0     |

## Palmarés
- Campeón del Torneo Sudamericano de 1997 y 2002.